# Fiação de algodão Ermen & Engels

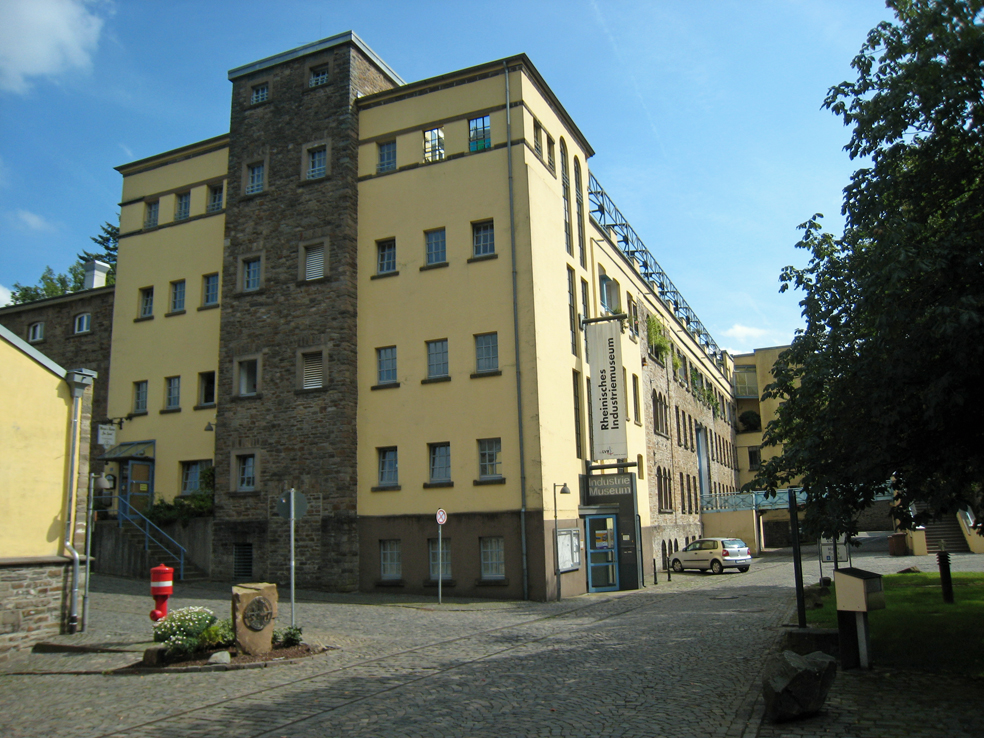
Museu industrial - Fiação de Algodão Ermen e Engels, em Engelskirchen,Renânia do Norte-Vestfália

A FIação de algodão Ermen & Engels é uma antiga fábrica de algodão em Engelskirchen, Renânia do Norte-Vestfália, Alemanha. Hoje faz parte do Museu Industrial LVR.

## Localização
Engelskirchen fica entre as cidades de Colônia e Olpe, e atualmente a famosa estrada autobahn A4 passa por ela. Em 1840 era uma calma vila às margens do Agger (rio), um afluente do Sieg (rio). Em Bergisches Land é 54 km a sudeste de Barmen (Wuppertal). Isto colocou-o no centro da cintura têxtil do Norte da Europa.

## História
Friedrich Engels de Barmen, foi o pai do renomado pensador Friedrich Engels que trabalhou com Karl Marx em uma série de obras literárias influentes nos campos da sociologia, filosofia, teoria militar e crítica da economia política . Engels (Pai) fez uma visita a Peter Albertus Ermen em Manchester no ano de 1837.
Ao retornar, fundaram a empresa "Peter Ermen & Co", que foi renomeada como "Ermen & Engels" em 1 de agosto de 1838. Estava no plano dos empresários transformar a igreja Unterbarmen em uma fábrica de fiação de algodão, que fiaria e dobraria o fio. Era uma igreja  de dois andares feita no típico modelo Enxaimel, na tradicional Bergisches Land. Em 1821 a cidade já contava com moinhos movidos a água, armazéns e mais de 50 fábricas têxteis.
Também em 1837, Engels adquiriu o antigo Schnabelsch Hammerwerk em Engelkirchen com os subsequentes direitos de água . Isso lhe permitiu usar a água do rio Agger para dirigir uma roda d'água, em um ponto onde ela caiu a mais de 6,1 metros cachoeira. Havia possibilidades de expansão. Este terreno era menos caro e, por ser menos desenvolvido em comparação à Barmen, havia uma reserva de mão de obra disponível. A empresa, com capital em Manchester, foi fundada em 1 de julho de 1837, com sede em Barmen, onde permaneceu até 1885. A produção começou em 1844: na década de 1970, todo o trabalho têxtil foi transferido para a Ásia e o encerramento ocorreu em 1979. O terreno foi vendido a uma imobiliária, que destruiu a fábrica. Antes de tudo ter sido destruído, foi protegido como um importante monumento histórico (Denkmalschutz). Apesar da destruição, foi tentado uso alternativo, e a reconfiguração ocorreu entre 1993 e 1996.

## Capacidade
O primeiro moinho era movido a água por meio de uma roda d'água, e a energia era transmitida às máquinas individuais por meio de correias de couro e eixos de linha . em 1854 as rodas d'água foram substituídas por turbinas hidráulicas e dois anos depois foram instaladas caldeiras a vapor de reserva, que podiam fornecer 130 cv .
Em 1900 as turbinas passaram a acionar geradores elétricos para alimentar as máquinas, que possuíam motores elétricos individuais. Três anos depois, as turbinas forneciam eletricidade à fábrica e forneciam iluminação pública elétrica à cidade, e em 1909 as novas turbinas da empresa geravam 640 cv.
Em 1924, isso mudou e a Elektrizitätswerk Engelskirchen fornecia eletricidade para toda a cidade e para a fábrica a partir de suas turbinas a vapor na Kreiselektrizitätswerk em Dieringhausen. Este tornou-se parte da Rheinisch-Westfälischen Elektrizitätswerk em 1935.

## Museu Industrial
O museu é parte integrante do local restaurado. É um dos locais do Museu Industrial LVR . É um local importante para mostrar a geração inicial de eletricidade, bem como demonstrar a herança do algodão. Alguns dos outros edifícios do local têm outros usos. Há habitações, mas também dois edifícios que agora funcionam como Engelkirchen rathaus (edifícios administrativos do governo local).[carece de fontes?]

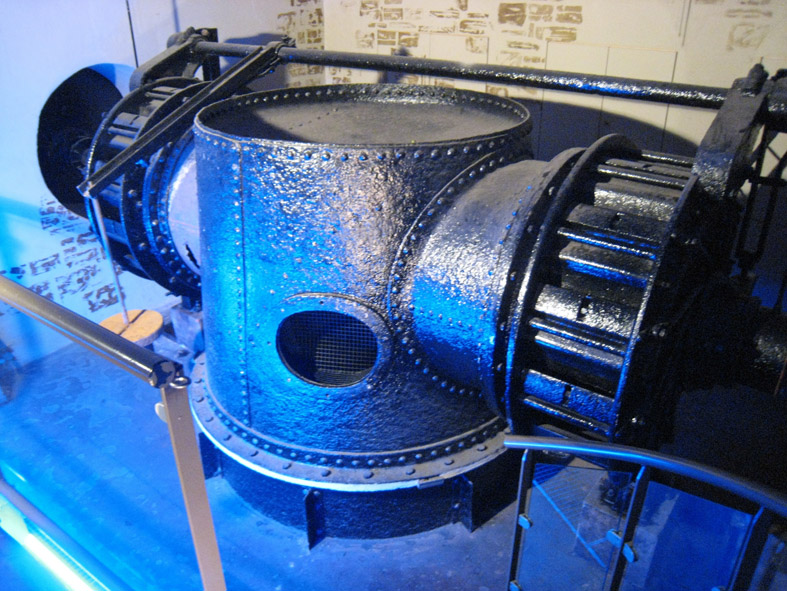
Uma turbina Francis aciona um volante
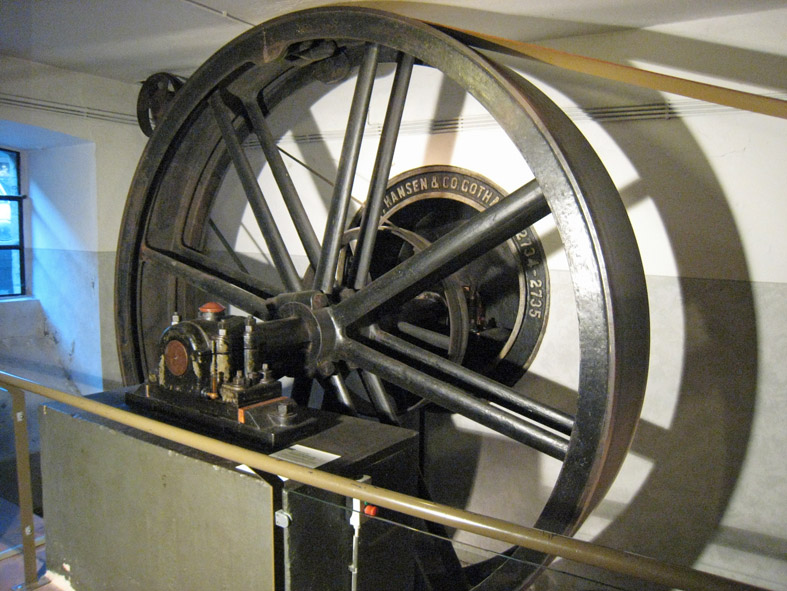
O volante aciona um gerador
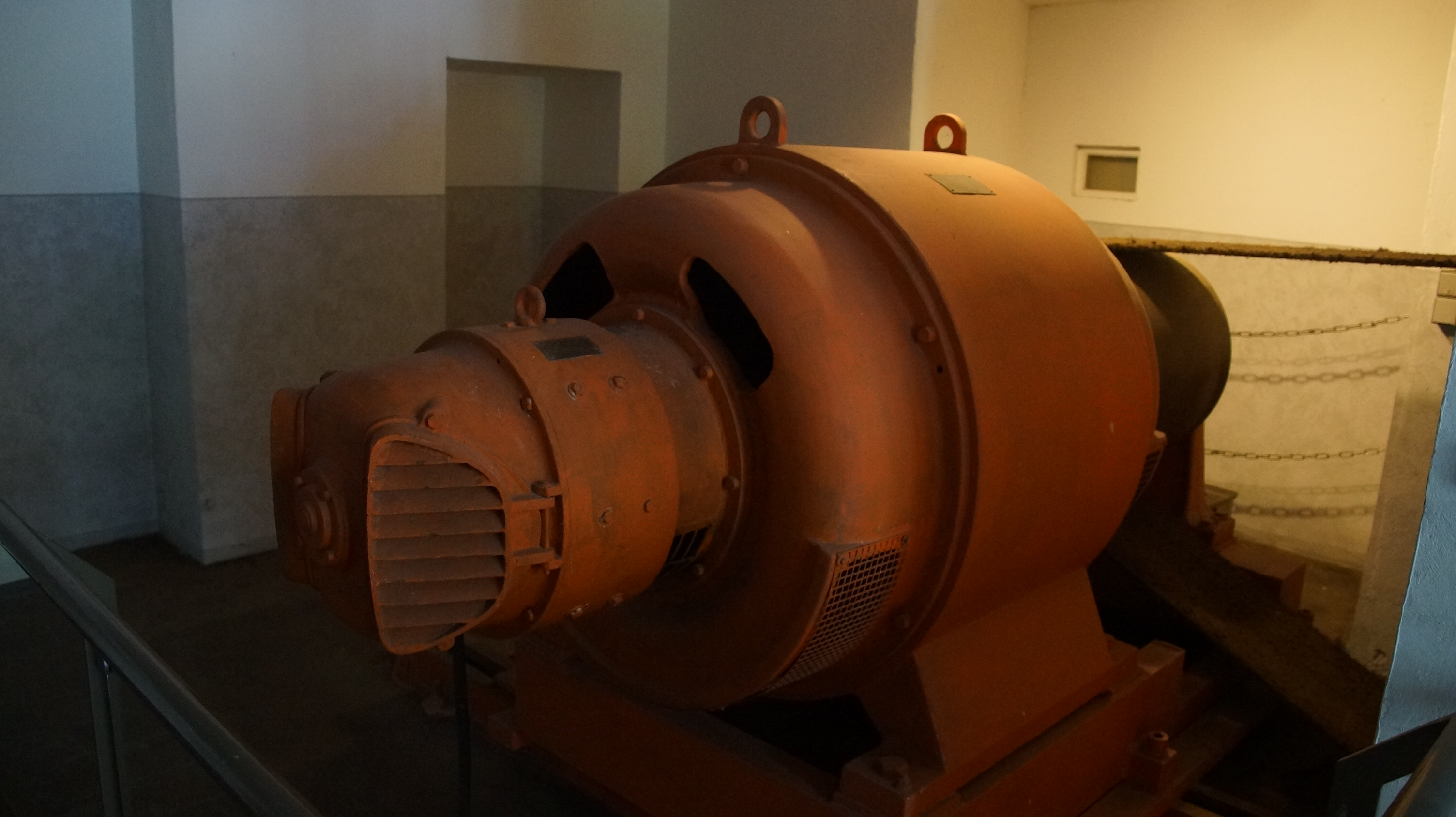
Este gerador produz eletricidade (6 kW a 750 rpm)
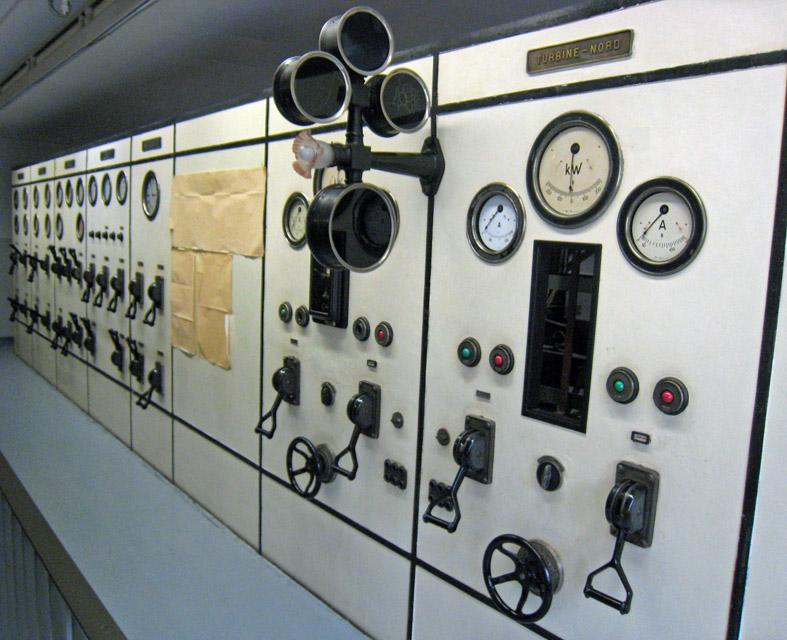
Quadro de distribuição

### Galeria de Algodão

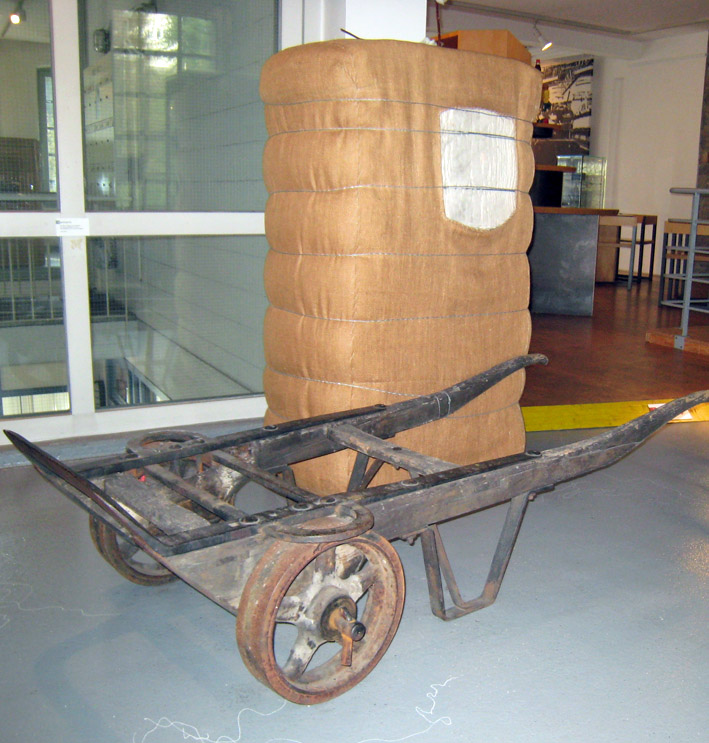
Fardo de algodão cru
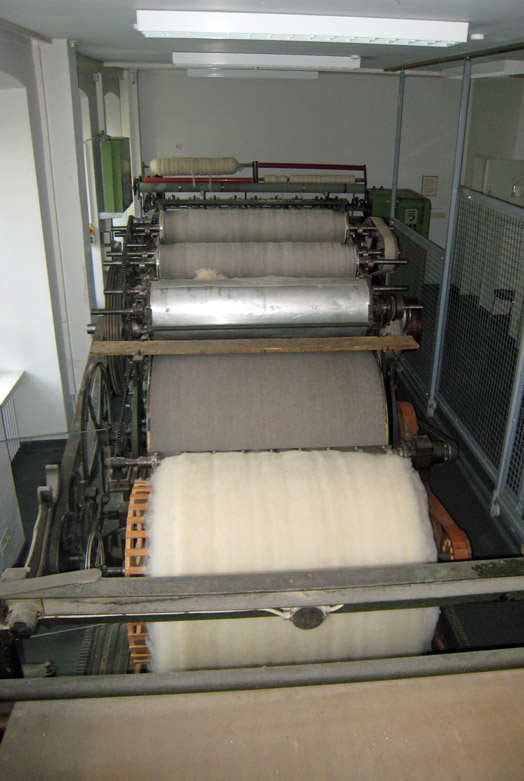
Máquina de cardar
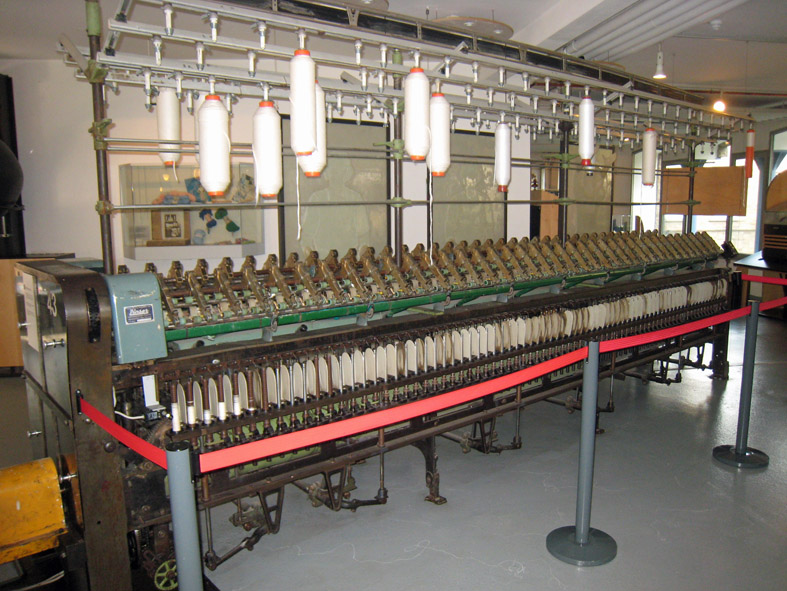
Anel girando

## Proprietários
Ermen e Engels eram proeminentes no algodão e tinham fábricas em Bergisches Land e em Salford, perto de Manchester e Oldham. Foi para Victoria Mills, no bairro Weste de Salford, que Friedrich Engels (o pai) enviou seu filho Friedrich em 1842 . Foi enquanto trabalhava para a empresa que Friedrich escreveu seu influente livro A situação da classe trabalhadora na Inglaterra . O livro foi escrito entre setembro de 1844 e março de 1845 e impresso em alemão em 1845 e em inglês em 1887. No livro, Engels deu lugar às suas opiniões sobre o “futuro sombrio do capitalismo e da era industrial”. Os Engels eram uma família pietista e ferozmente calvinista, com sólidas crenças na predestinação e na rejeição de formas de prazer mundano. O trabalho árduo e a oração eram mantras: e eles não viam contradições na criação de uma vasta riqueza enquanto os vizinhos, os seus empregados, permaneciam na pobreza; pois esse era o seu destino.  De origem agrícola da Renânia, a prosperidade da família começou quando Johann Casper Engels (1715-1787) chegou a Barmen e viu que as águas cristalinas e livres de cal do Wupper eram ideais para o branqueamento de linho. Ele construiu uma empresa de produção de rendas mecânicas que passou para seus filhos. Eram empregadores paternalistas, construindo casas, escolas e uma cooperativa de celeiros para os seus trabalhadores em Barmen. A segunda geração expandiu a empresa para incluir a tecelagem de fitas. Johann Casper II tornou-se vereador e construiu a Igreja Protestante Unida Barmen.  Eles eram fabricantes (comerciantes-fabricantes) típicos da cultura Biedermeier. Com a geração seguinte, a família se fragmentou - os Engels & Sohne foram para um irmão, e Friedrich saiu para se juntar aos irmãos Ermen para fiar e costurar algodão e comercializar em Manchester e Engelskirchen.